# Список млекопитающих Антарктики

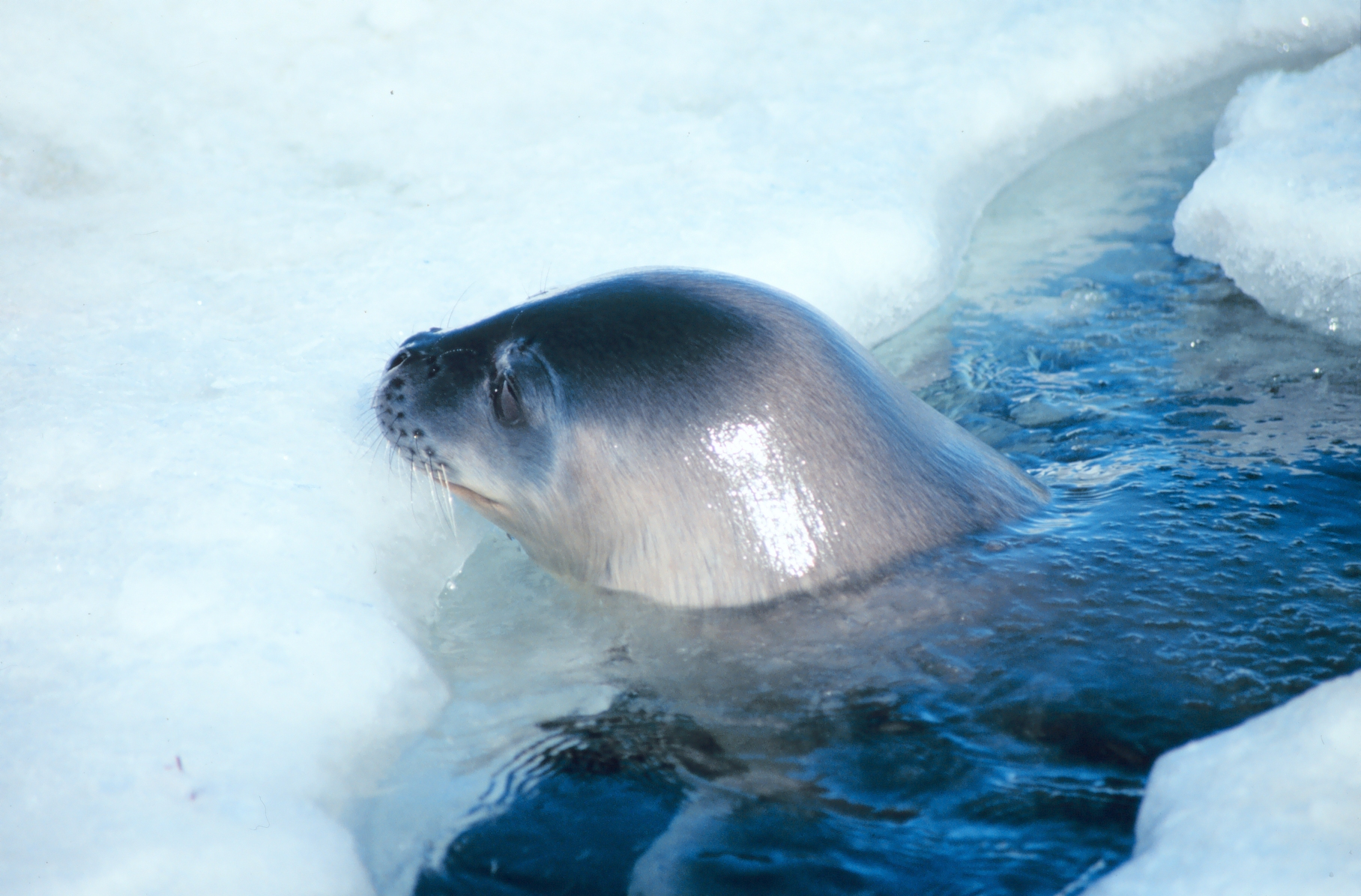
Тюлень Уэдделла широко распространён по всему побережью Антарктиды.

Этот список включает все виды млекопитающих, зафиксированные на территории Антарктики, включая Антарктиду и прилегающие к ней антарктические острова и участки Атлантического, Индийского и Тихого океанов (иногда эти части океанов выделяют в отдельный Южный океан). Всего здесь отмечено 17 видов, все морские млекопитающие (домашние животные, например, собака, в список не включены). Три из них рассматриваются как вымирающие виды (EN) и требующие строгой охраны: сейвал (Balaenoptera borealis), финвал (Balaenoptera physalus) и синий кит (Balaenoptera musculus).
| EN | Вымирающие виды                  | Виды, которые подвержены угрозе вымирания из-за своей критически малой численности, либо воздействия определенных факторов окружающей среды. |
| LC | Находятся под наименьшей угрозой | Виды или таксоны, не входящие в какую-либо иную категорию и, следовательно, не испытывают угроз своему существованию.                        |
| DD | Данных недостаточно              | Недостаточно информации для определения охранного статуса вида.                                                                              |

## Список

### ОтрядХищные(Carnivora)

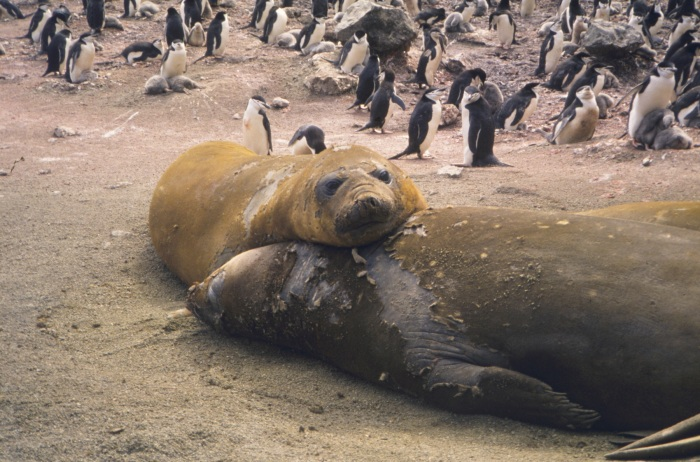
Южный морской слон

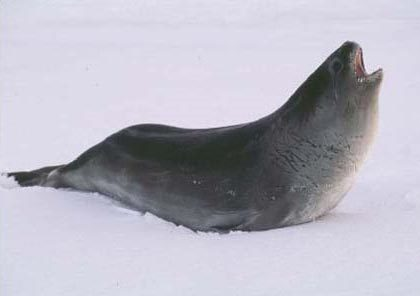
Тюлень Росса

- Подотряд: Псообразные (Caniformia)
  - Клада: Ластоногие (Pinnipedia) 
    - Семейство: Настоящие тюлени (Phocidae)
      - Род: Hydrurga
        - Морской леопард (Hydrurga leptonyx) LC

      - Род: Leptonychotes
        - Тюлень Уэдделла (Leptonychotes weddellii) LC

      - Род: Lobodon
        - Тюлень-крабоед (Lobodon carcinophaga) LC

      - Род: Mirounga
        - Южный морской слон (Mirounga leonina) LC

      - Род: Ommatophoca
        - Тюлень Росса (Ommatophoca rossii) LC

### ОтрядКитопарнокопытные(Cetartiodactyla)

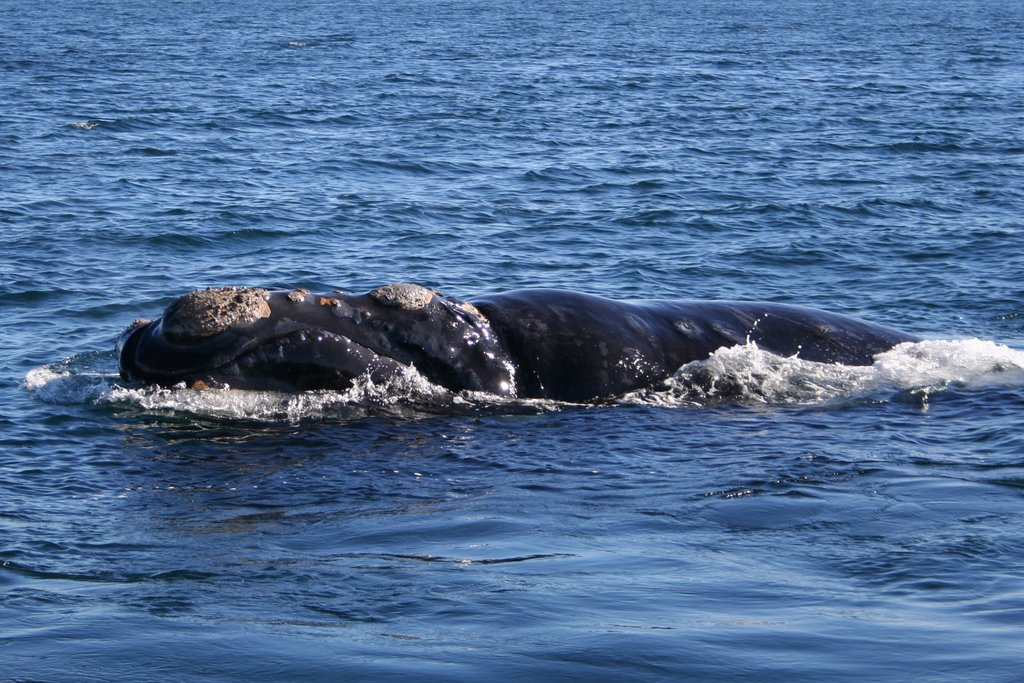
Южный гладкий кит

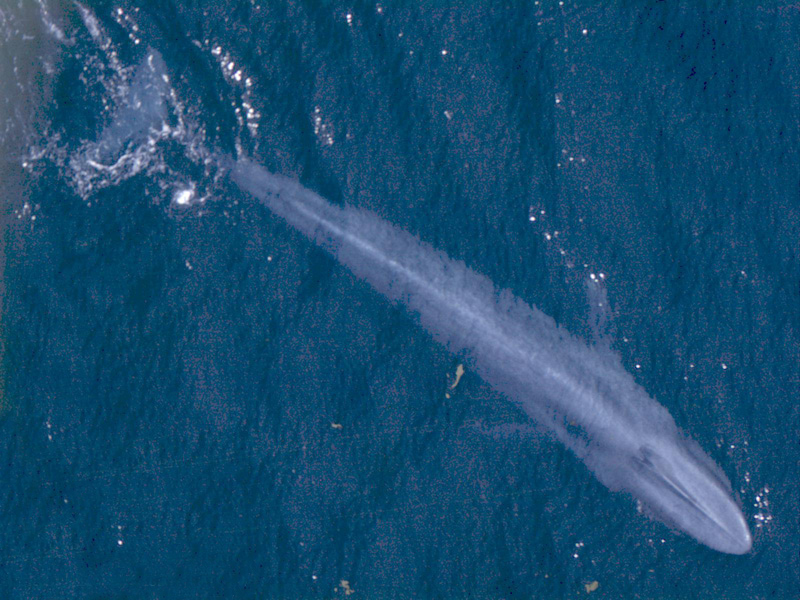
Синий кит

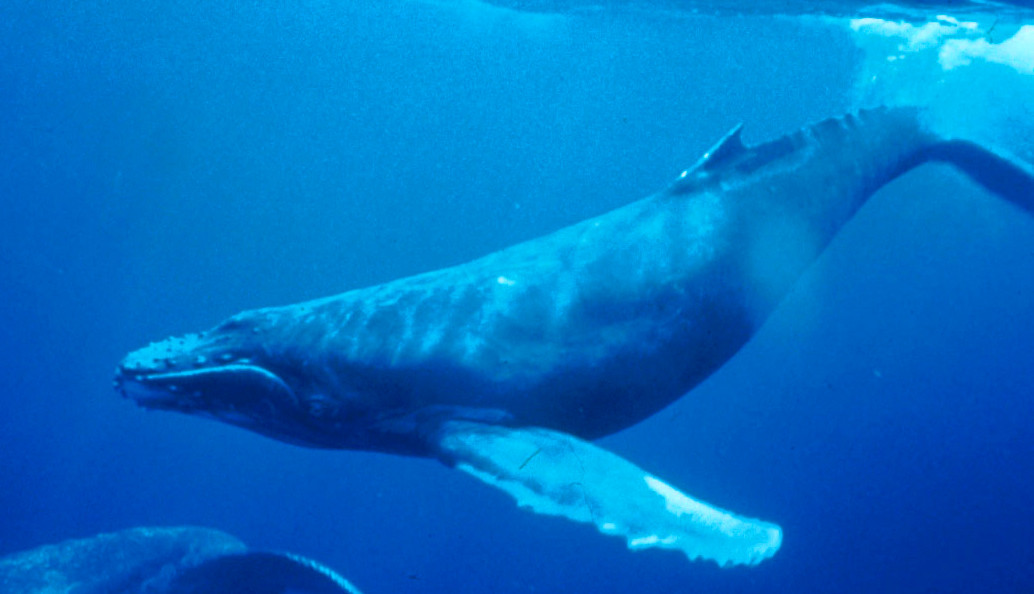
Горбатый кит

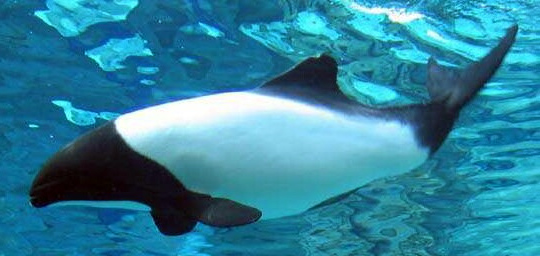
Дельфин Коммерсона

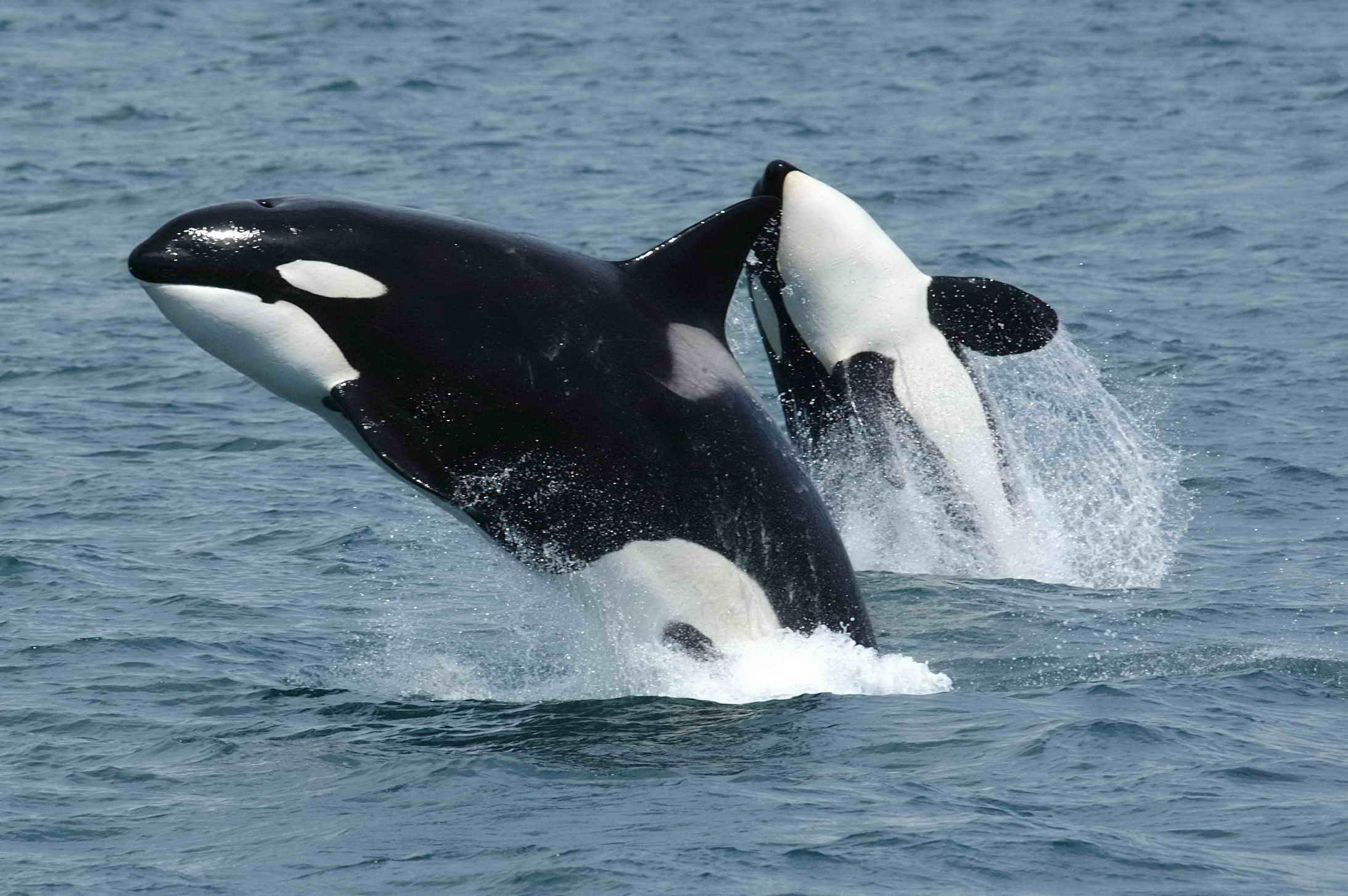
Косатка

- Инфраотряд: Китообразные (Cetacea)
  - Парвотряд: Усатые киты (Mysticeti)
    - Семейство: Гладкие киты (Balaenidae)
      - Род: Южные киты (Eubalaena)
        - Южный гладкий кит (Eubalaena australis) LC

    - Семейство: Полосатиковые (Balaenopteridae)
      - Род: Полосатики (Balaenoptera) [или 3 рода: Balaenoptera, Pterobalaena и Rorqualus[4]]
        - Финвал (Balaenoptera physalus) EN
        - Малый полосатик (Balaenoptera acutorostrata, или Pterobalaena acutorostrata) LC
        - Сейвал (Balaenoptera borealis, или Rorqualus borealis) EN
        - Синий кит (Balaenoptera musculus, или Rorqualus musculus) EN

      - Род: Горбатые киты (Megaptera)
        - Горбатый кит (Megaptera novaeangliae) LC

  - Парвотряд: Зубатые киты (Odontoceti)
    - Семейство: Морские свиньи (Phocoenidae)
      - Род: Морские свиньи (Phocoena)
        - Очковая морская свинья (Phocoena dioptrica) DD

    - Семейство: Клюворыловые (Ziphiidae)
      - Род: Плавуны (Berardius)
        - Южный плавун (Berardius arnuxii) DD

    - Род: Бутылконосы (Hyperoodon)
      - Плосколобый бутылконос (Hyperoodon planifrons) LC

    - Семейство: Дельфиновые (Delphinidae)
      - Род: Пёстрые дельфины (Cephalorhynchus)
        - Дельфин Коммерсона (Cephalorhynchus commersonii) DD

      - Род: Sagmatias
        - Крестовидный дельфин (Sagmatias cruciger[5][6]) LC

      - Род: Косатки (Orcinus)
        - Косатка (Orcinus orca) DD